# Diplotaxodon
Genre
Diplotaxodon est un genre de poissons téléostéens du sous-ordre des Labroidei, de la famille des Cichlidae.

## Liste des espèces
Selon FishBase (24 janv. 2017) :
- Diplotaxodon aeneus Turner & Stauffer, 1998
- Diplotaxodon apogon Turner & Stauffer, 1998
- Diplotaxodon argenteus Trewavas, 1935
- Diplotaxodon ecclesi Burgess & Axelrod, 1973
- Diplotaxodon greenwoodi Stauffer & McKaye, 1986
- Diplotaxodon limnothrissa Turner, 1994
- Diplotaxodon macrops Turner & Stauffer, 1998